# Roger Chickering
Roger Chickering (* 15. August 1942 in San Francisco) ist ein US-amerikanischer Neuzeithistoriker. Er erforscht das späte Deutsche Kaiserreich und vor allem die Vorgeschichte und die Geschichte des Ersten Weltkriegs.

## Leben und Wirken
Roger Chickering studierte an Cornell University, New York, wo er 1964 den B. A. machte, und an der Stanford University, Kalifornien. Dort schloss er 1965 mit dem M. A. ab, 1968 wurde er promoviert und wechselte zur University of Oregon, wo er zuerst als Wissenschaftlicher Assistent, ab 1974 als außerordentlicher Professor tätig war. Im Jahr 1981 wurde auf den Lehrstuhl für Geschichte berufen. Er blieb bis 1994 in Oregon, bevor er als Professor für Geschichte an das BMW Center for German and European Studies der Georgetown University, Washington, D.C., wechselte, wo er 2010 emeritiert wurde.
1976/1977 verbrachte er ein Semester als Gastprofessor an der Freien Universität Berlin, 1984/1985 an der Universität München. Ein Forschungssemester in Freiburg am Militärgeschichtlichen Forschungsamt folgte 1991/1992. Roger Chickering spricht sehr gut Deutsch und veröffentlicht seine Bücher teils auch in Deutsch. 
Sein Arbeitsschwerpunkt ist die europäische Geschichte des 19. und 20. Jahrhunderts sowie die Geschichte des Kaiserreichs und des Ersten Weltkrieges. Aus seiner Beschäftigung mit dem späten Kaiserreich gingen neben zwei Monographien zur Geschichte der deutschen Friedensbewegung und zum Alldeutschen Verband, eine Biographie Karl Lamprechts sowie eine Darstellung des Ersten Weltkrieges hervor. Laut Vorwort (Krieg, Frieden und Geschichte, 2007) war für seine Beschäftigung mit dem Ersten Weltkrieg das Erlebnis des Vietnamkrieges und der daraus resultierende inneramerikanische Widerstand ausschlaggebend. Mit Stig Förster hat er eine international sehr beachtete Reihe von Konferenzen über den „Totalen Krieg“ im 19. und 20. Jahrhundert organisiert. Er legte 2007 einen monumentalen Band über Freiburg im Ersten Weltkrieg vor. Darin will er zeigen, dass der Erste Weltkrieg in alle überhaupt nur denkbaren Bereiche des sozialen Lebens in einer deutschen Stadt eingriff und sie erheblich beeinflusste.

## Schriften (Auswahl)
Monographien
- Imperial Germany and a World Without War. The Peace Movement and German Society, 1892–1914. Princeton University Press, Princeton 1975, ISBN 0-691-05228-X.
- We Men Who Feel Most German. A Cultural Study of the Pan-German League, 1886–1914. George Allen and Unwin, Boston 1984, ISBN 0-04-943030-0.
- Karl Lamprecht. A German Academic Life (1856–1915). Humanities Press, Atlantic Highlands 1993, ISBN 0-391-03766-8.
  - Übersetzung: Karl Lamprecht. Das Leben eines deutschen Historikers (1856–1915). Franz Steiner, Stuttgart 2021, ISBN 978-3-515-09407-8.
- Imperial Germany and the Great War, 1914–1918. Cambridge University Press, Cambridge 1998, ISBN 0-521-56754-8; zweite Auflage 2004, dritte Auflage 2014.
  - Übersetzung: Das Deutsche Reich und der Erste Weltkrieg. Beck, München 2002, ISBN 3-406-47592-2 (Auszüge bei Google books).
- The Great War and Urban Life in Germany. Freiburg, 1914–1918. Cambridge University Press, Cambridge 2007, ISBN 978-0-521-85256-2.
  - Übersetzung: Freiburg im Ersten Weltkrieg. Totaler Krieg und städtischer Alltag 1914–1918. Schöningh, Paderborn 2009, ISBN 978-3-506-76542-0.

Aufsatzsammlung
- Krieg, Frieden und Geschichte. Gesammelte Aufsätze über patriotischen Aktionismus, Geschichtskultur und totalen Krieg. Steiner, Stuttgart 2007, ISBN 978-3-515-08937-1.